# Система природоохоронних (страхових) облігацій (векселів)
Система природоохоронних (страхових) облігацій (векселів) — розширення застосування принципу платності забруднення довкілля (принцип «забруднювач платить») або принципу екологічної обережності, різновид заставно-поворотної системи, мета якої включити екологічні критерії в ринкову систему, стимулювати розвиток екологічних технологій, врахувати як відомі, так і невизначені екологічні витрати в систему стимулів для розвитку інноваційної технологічної діяльності. Згідно з цією системою ті, хто бажає використовувати громадські кошти для природоохоронної діяльності, повинні відправити облігацію (вексель) на суму, що дорівнює максимально можливому екологічного збитку в результаті нової економічної діяльності до її початку. Сценарії максимально можливого збитку виробляються природоохоронними органами на основі наявної інформації та за участю висококваліфікованих експертів. Якщо ресурсокористувач зможе продемонструвати, що реальний екологічний збиток виявився меншим від зазначеного в облігації (векселі) протягом зазначеного в ньому тимчасового періоду, то ця різниця і частина нарахованих відсотків повертаються ресурсокористувачеві. Ця система забезпечує рівність наявних фондів на захист довкілля сумі потенційного екологічного збитку. Якщо екологічний збиток був нанесений, то облігація (вексель) буде використана для відновлення екологічних порушень і, можливо, для компенсації постраждалим сторонам.

## Ресурси Інтернету
- Економічна цінність природи
- Еколого-економічний словник
- Концепция общей экономической ценности природных благ
- Традиционные и косвенные методы оценки природных ресурсов